# Devalvering
Devalvering är en form av valutareform som innebär nedskrivning av värdet på en valuta med fast växelkurs. Motsatsen till devalvering är revalvering. Vid rörlig växelkurs kallas en minskning av valutans värde för depreciering och det går inte att styra en depreciering. En devalvering görs vanligen i syfte att förbättra landets bytesbalans, det vill säga nettot av ett lands affärer med utlandet. En devalvering gynnar exporten och hämmar importen. Personer som lånat pengar i främmande valuta missgynnas. Eftersom en devalvering gör importerade varor dyrare i termer av inhemsk valuta riskerar inflationen att öka.

## Exempel

### Romarriket
Värdet av en denarius minskade gradvis med årens lopp när den romerska förvaltningen ändrade både myntets storlek och silverhalt. Ursprungligen var myntet nästan rent silver och vägde 4,5 gram. Under den julio-claudiska dynastin bestod denaren av ungefär 4 gram silver. Halten minskades till 3,8 gram under kejsar Nero. Denaren fortsatte att minska i storlek och silverhalt; i den andra halvan av 200-talet bestod den endast av 2 % silver, och ersattes då av argenteus.

### Sverige
Sverige devalverade sin valuta flera gånger under 1970-talet och även 1982. Detta bidrog till en stimulans av den svenska exporten på kort sikt, men enligt kritiker gav stora negativa konsekvenser för den svenska ekonomin på lång sikt. Dessa kritiker hävdar bland annat att lönebildningen försämrades och att industrin förlorade incitament till produktutveckling. Monetaristerna menar då att det är bättre att låta värdet sköta sig själv, än att staten ska ingripa. 1992 övergick Sverige från fast växelkurs till rörlig växelkurs. Den rörliga växelkursen öppnade upp för sänkta räntor och olika politiska reformer i syfte att åstadkomma stigande fastighetspriser, vilket skedde genom en kraftig kreditexpansion under åren 1998 till 2023, då bankernas utlåning till privatpersoner och företag steg från 1.500 miljarder kronor i slutet av 1998 till 8 miljarder kronor i maj 2023. Under 2010-talet hade den svenska kronan dock börjat falla till följd av internationell oro för den svenska utlåningen till bostäder och fastigheter vilket i början av 2022 fick den rörliga växelkursen att nå problematiskt låga nivåer. Priset på en dollar hade stigit från 5,84 kronor 2008 till 11,37 kronor i oktober 2022. För att inte riskera att spräcka det som många menade var en fastighetsbubbla valde Riksbanken att inte höja räntan lika mycket som ECB, Federal Reserve och andra stora centralbanker, vilket ytterligare försvagade den rörliga växelkursen och drev på den svenska inflationen. Sveriges problem med den rörliga växelkursen var i augusti 2023 fortfarande pågående. En euro kostade då 12 kronor medan Riksbankens styrränta låg på 3,75 procent och landets KPI-inflation på 9,3 procent.